# دگروالدینی در انسان
دگروالدینی در انسان (انگلیسی: Allomothering in humans) برای مراقبت‌های والدینی که توسط اعضای گروه غیر از مادر ژنتیکی ارائه می‌شود، به کار می‌رود. این ویژگی مشترک بسیاری از گونه‌های پرورش‌دهنده همیارانه (تعاونی)، از جمله برخی گونه‌های پستانداران، پرندگان و حشرات است. دگروالدینی در انسان جهانی است، اما اعضایی که در دگروالدینی شرکت می‌کنند، از فرهنگی به فرهنگ دیگر متفاوت است. مادربزرگ‌های پدری، مادربزرگ‌های مادری، خواهران و برادران بزرگ‌تر، اعضای خانواده گسترده، اعضای جوامع مذهبی و خویشاوندان آیینی (مانند پدرخوانده و مادرخوانده) هستند.